# (3841) Dicicco
Pour les articles homonymes, voir Cicco.
(3841) Dicicco est un astéroïde de la ceinture principale.

## Description
(3841) Dicicco est un astéroïde de la ceinture principale. Il fut découvert le 4 novembre 1983 à la station Anderson Mesa par Brian A. Skiff. Il présente une orbite caractérisée par un demi-grand axe de 2,27 UA, une excentricité de 0,16 et une inclinaison de 5,2° par rapport à l'écliptique.
Il est nommé en l'honneur de l'astronome amateur Dennis di Cicco.

## Compléments